# Буше, Кэндис
Кэндис Буше (англ. Candice Boucher; родилась 17 октября 1983 года в Дурбане) — южноафриканская фотомодель. Работает с модным агентством Next Model Management. Снималась для обложек южноафриканских Cosmopolitan (4 раза), Sports Illustrated и Marie Claire. В апреле 2010 года появилась на обложке американского Playboy, а впоследствии и на обложках изданий журнала в других странах, в том числе в России.
В 2011 году Буше дебютировала в качестве актрисы, исполнив главную женскую роль в индийском фильме «Азаан».